# Árpád Basch
Pour les articles homonymes, voir Basch.
Dans le nom hongrois Basch Árpád, le nom de famille précède le prénom, mais cet article utilise l’ordre habituel en français Árpád Basch, où le prénom précède le nom.
Árpád Basch (1873-1944) est un peintre hongrois, graphiste et affichiste proche à ses débuts du courant art nouveau.

## Parcours

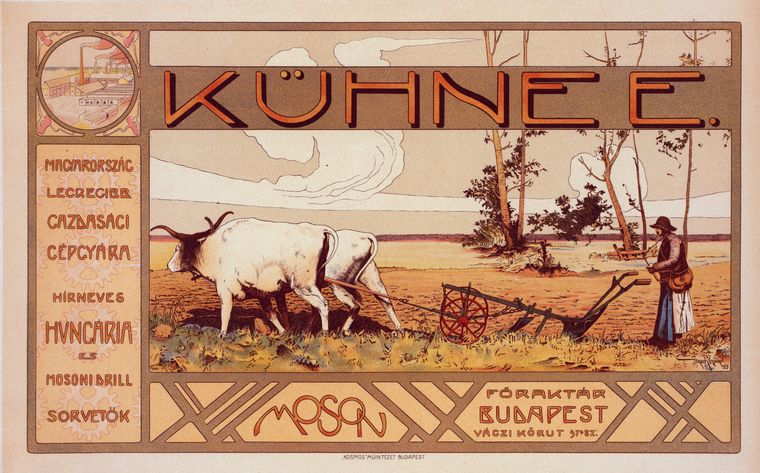
Affiche pour la Maison Kühnee (1896).

Appartenant à une ancienne famille de la communauté juive de Budapest, Árpád Basch, après avoir abandonné ses études de métallurgie dans un établissement secondaire public, entreprend une formation artistique à Munich dans l'école privée fondée par le peintre hongrois Simon Hollósy. 
Revenu dans la capitale hongroise, il suit les cours de Bertalan Karlovszky (1858-1938) avant de partir pour Paris en 1893 où il demeure trois ans, fréquentant les ateliers de Léon Bonnat, Jean-Paul Laurens et se liant avec Henri Doucet.
En 1896, il s'installe définitivement à Budapest où il travaille en tant que graphiste et illustrateur indépendant pour divers clients. Il produit de nombreuses affiches et devient le conseiller artistique de la revue éditée par la société littéraire et artistique Magyar Géniusz fondée par József Hevesi et Vilmos Karczag en 1892. En 1900, il en prend la direction jusqu'en 1902.
Ses affiches connaissent un certain succès, non seulement en Hongrie mais à l'international : la revue anglaise The Poster mais aussi Les Maîtres de l'affiche publient ses travaux. Il illustre par ailleurs de nombreux romans, dont ceux de son contemporain Ferenc Herczeg (1863-1954).
Parallèlement à sa carrière de graphiste, Basch poursuit son travail de peintre. Il se lance dans de grands formats et répond à des commandes officielles : panneau représentant Georges Ier Rákóczi à la cour de Louis XIV pour les festivités des mille ans de la Conquête hongroise (millenniumi ünnepségek, 1896), portraits de la famille impériale (Charles 1er et Zita, 1916). Durant la Première Guerre mondiale, il compose de larges tableaux militaires mettant en valeur certains moments forts du conflit. En 1917, il est décoré de l'ordre de François-Joseph.
En 1925 puis en 1927, une rétrospective de son œuvre est organisée au Salon National de Budapest (Nemzeti Szalon).
Il est le père du peintre Mihály Basch (1899–?).